# Metamenophra nychia
Metamenophra nychia är en fjärilsart som beskrevs av Louis Beethoven Prout 1939. Metamenophra nychia ingår i släktet Metamenophra och familjen mätare. Inga underarter finns listade i Catalogue of Life.